# Cristo morto sorretto da due angeli (Giovanni Bellini Berlino)
Il Cristo morto sorretto da due angeli è un dipinto tempera e olio su tavola (82,9x66,9 cm) di Giovanni Bellini, databile a circa il 1475 e conservata nella Gemäldegalerie di Berlino.

## Storia
Della provenienza originaria, di questa e di altre simili opere presumibilmente destinate alla devozione privata, non ci sono pervenute documentazioni. Era possibile che fossero commissionate da esponenti del patriziato per le loro case da cui sovente uscivano seguendo qualche disposizione testamentaria per essere sistemate in una cappella o convento. La prima notizia sulla tavola la colloca nel 1819 nella casa berlinese dell'industriale inglese Edward Solly. Insieme a tutta la collezione di questi passò ai musei reali nel 1821, da qui venne trasferita nel 1830 alla neocostituita Gemäldegalerie.
A quell'epoca Waagen l'attribuì ad Andrea Mantegna, attribuzione messa in dubbio soltanto nel 1871 da Frizzoni, che la assegnava a Bellini, e dalla coppia Crowe Cavalcaselle, che inizialmente nel 1872 la avevano considerata del Bonsignori, e invece nel 1877 ne sottolineavano la venezianità senza però riferirla ad un altro nome. Finalmente nel 1878 la direzione della galleria accolse il parere di Frizzoni e da allora l'attribuzione a Bellini è rimasta fuori discussione. Soltanto la datazione è stata discussa mantenendola però in un periodo sostanzialmente limitato tra il 1468 (Pignatti) e il 1475 (Berenson e Gronau), con l'eccezione di Dussler che la pose tra il 1480 e il 1485. Tuttavia il fatto accertato che intorno al 1475 Bellini sia passato all'uso quasi esclusivo della tecnica a olio e l'accostabilità stilistica alla Pala di Pesaro,  piuttosto che ad opere più tarde, riducono attualmente la forbice di datazione tra il 1472 e il 1475.

## Descrizione e stile
Si tratta dell'ultima rappresentazione dipinta dal Giambellino del tema Pietà con angeli, una variazione della Imago Pietatis ispirata al bronzo del 1449 realizzato dael Donatello al Santo di Padova, già affrontata per esempio nella Pietà del Correr o in quella alla sommità del Polittico di San Vincenzo Ferrer sempre evolvendosi fino a quella quasi coeva e relativamente simile di Londra. Questa volta è rappresentata in un inedito riempimento totale dello spazio figurativo con un Cristo talmente portato in avanti da parere forzare il piano pittorico. In questa estrema raffigurazione del tema l'artista raggiunge il vertice nello sviluppo del primigenio schema bizantino: «l'elegia di un dolore malinconico sposta il piano sacro (l'icona della Passione) su quello artistico (la forma espressiva "alta" di una retorica pittorica). Il tipo dell'icona soddisfa qui la nuova norma artistica. L'ideale religioso e quello estetico si fondono». 

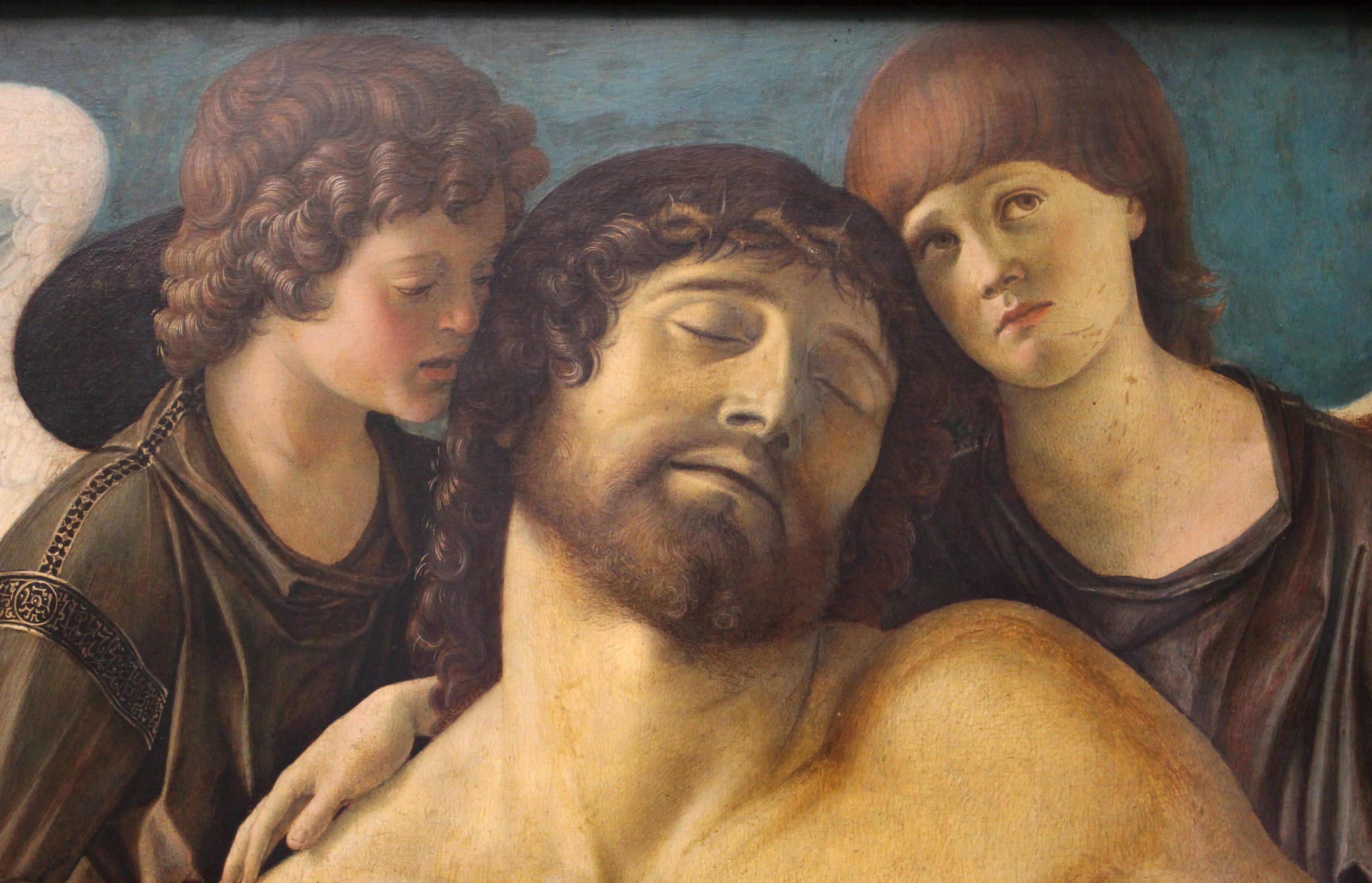
dettaglio

Il corpo di Gesù morto, con le ferite della Passione ben visibili, è prostrato su di un sarcofago questa volta solo intuibile perché coperto dal sudario di un colore cremisi tendente al rosa, ma probabilmente più intenso in origine. Due angeli dal corpo fanciullesco lo sorreggono, uno col volto arrossato dal pianto ancora dialoga col defunto, l'altro trattiene con la guancia il capo reclinato del martire evolge lo sguardo al cielo, a stento trattenendo le lacrime. Questi regge anche il braccio cadente di Gesù, unico accenno di pesantezza, ma anche marcatore della profondità dell'immagine. Il sudario che i due si apprestano ad avvolgere li pone in un piano appena più remoto e la pressione delle loro gambe sul tessuto è nettamente percepibile. 

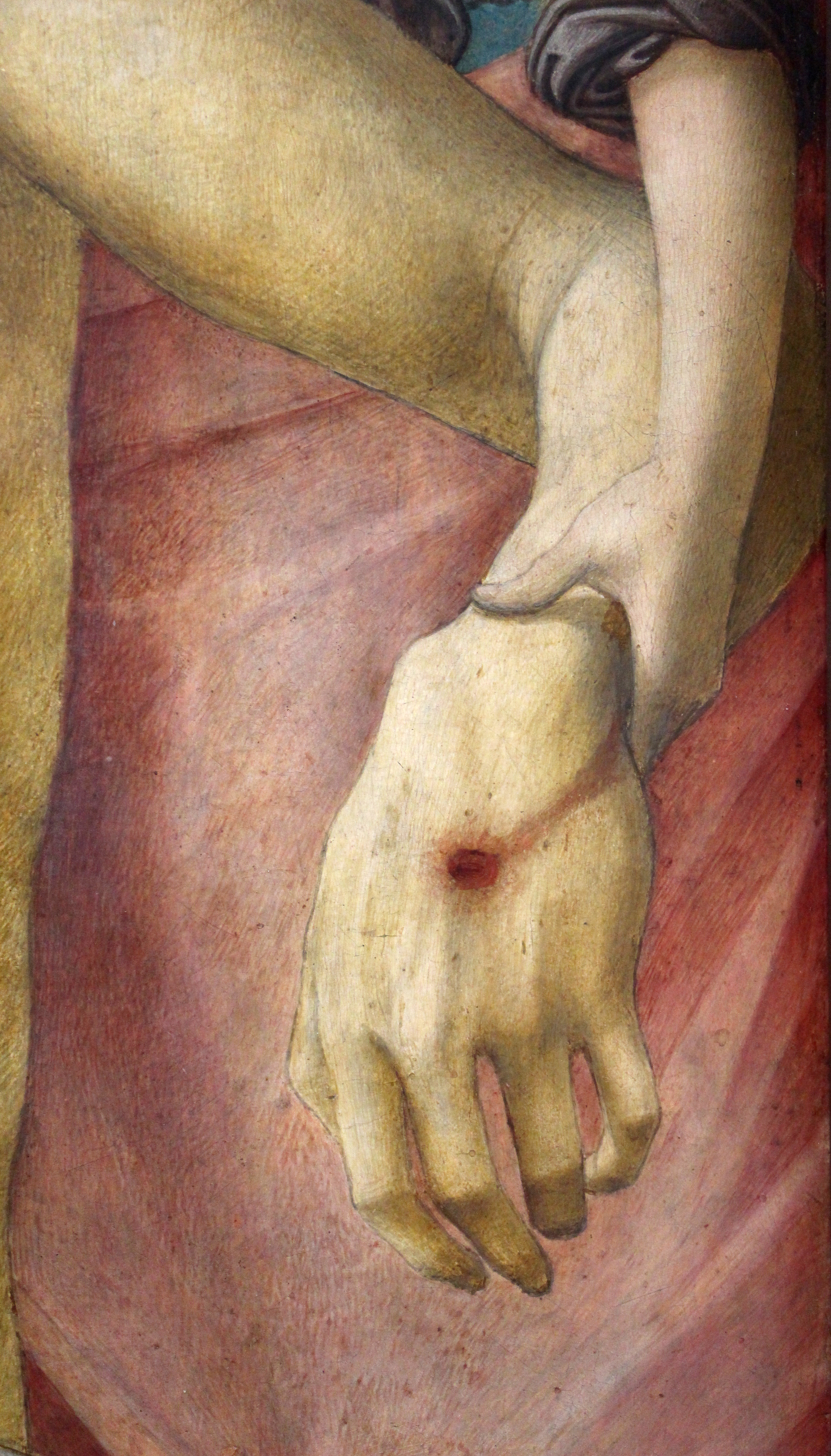
dettaglio

Stilisticamente l'opera si contraddistingue per una brillantezza nei colori e un segno energico e drammatico che sono affini alle caratteristiche del Polittico di San Vincenzo Ferrer, considerata prima opera della maturità dell'artista. Tuttavia se «nella composizione si potrebbe intravedere un vago ricordo della Pietà che corona il polittico […] un confronto serio tra i due dipinti ci conferma in modo definitivo il lungo percorso che il pittore ha ormai compiuto»; inoltre, a differenza della Pietà quel polittico e di quella del Correr, qui prevale «il riflesso di una luce dorata, la stessa luce che da questo momento in poi verrà associata alla pittura veneziana: una luminosità che supera il particolarismo dei colori locali senza sacrificare la policromia.» Una luce che avvolge dolcemente le forme «idealizzandole, in modo da toglier loro l'apparenza un po' brutale di certi dettagli anatomici». Ovvero quei dettagli di acuto realismo, qui particolarmente leggibili, delle scie di sangue, che, ormai disseccate, mantengono sulle mani l'inclinazione verso il basso assunta sulla croce, affinamento di un'attenzione che il pittore aveva già manifestato nella Pietà di Bergamo.
Nelle macchie accennate tra il chiaroscuro de perizoma a proseguire il rivolo di sangue sul costato Goffen individuò una rimembranza del primo sangue versato dall'Incarnato con la circoncisione.
Colpisce l'armoniosa bellezza del corpo del redentore, una visione volta a rasserenare nella speranza di resurrezione e salvezza piuttosto che a sottolineare l'estrema sofferenza, esattamente l'opposto di quanto rappresentato nel Cristo morto di Antonello a Madrid.  Un primo accenno ad un'idea di bellezza fisica volta a tradurre l'ultraterreno in una forma terrena con effetti scultorei particolarmente marcati, la stessa bellezza «che, pochi anni dopo, informerà l'ispirazione neo-ellenica della scultura di Tullio Lombardo».Notevole è anche la resa fisiognomica degli angeli, così caratterizzati, come due fanciulli dell'aristocrazia veneta, fratelli maggiori, o forse gli stessi un po' cresciuti, degli angeli della Pietà di Rimini.

## Opere di riferimento

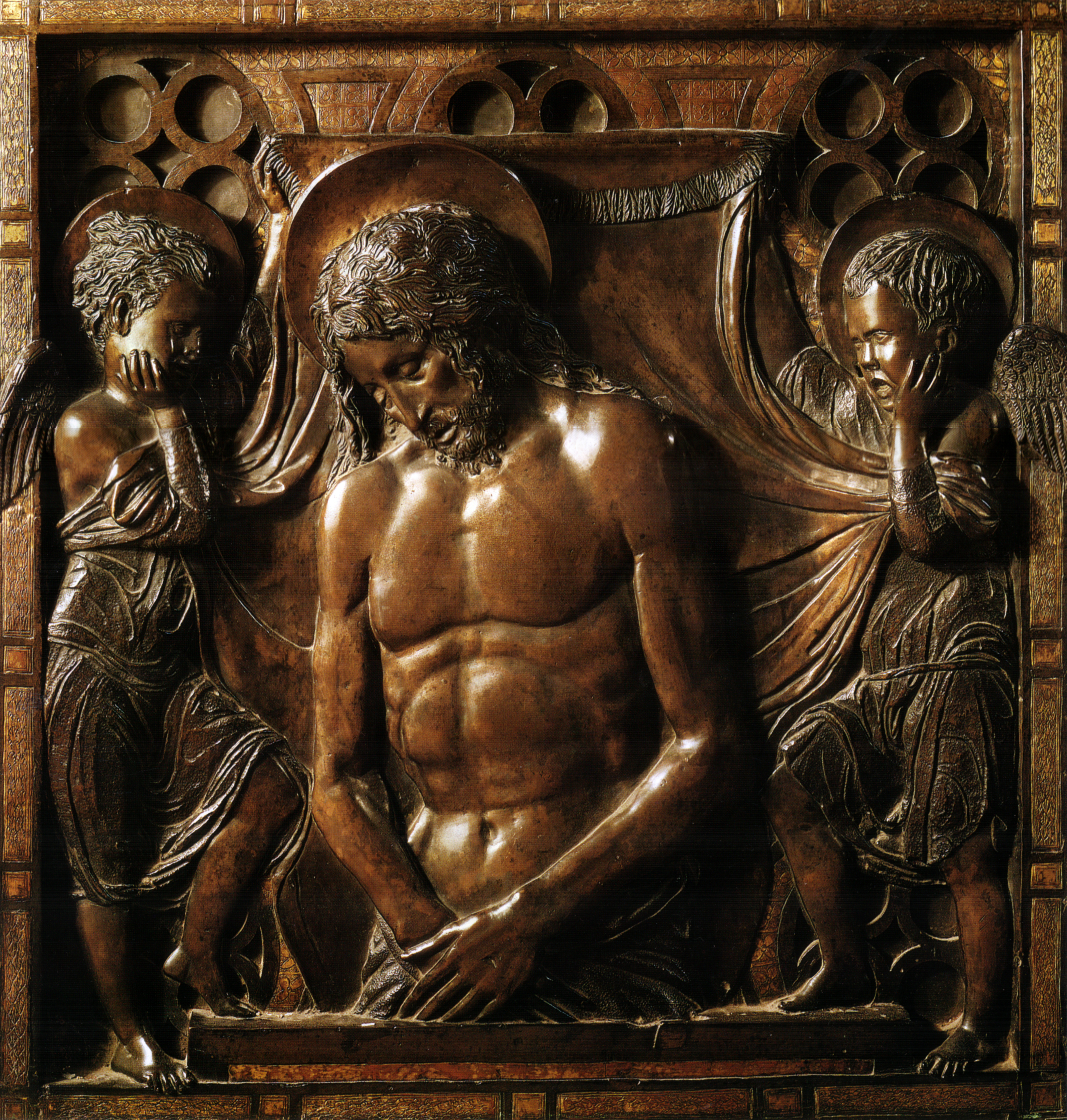
Donatello, Cristo in Pietà, 1449, bronzo, 48x56 cm, Padova, Altare maggiore della Basilica di Sant'Antonio
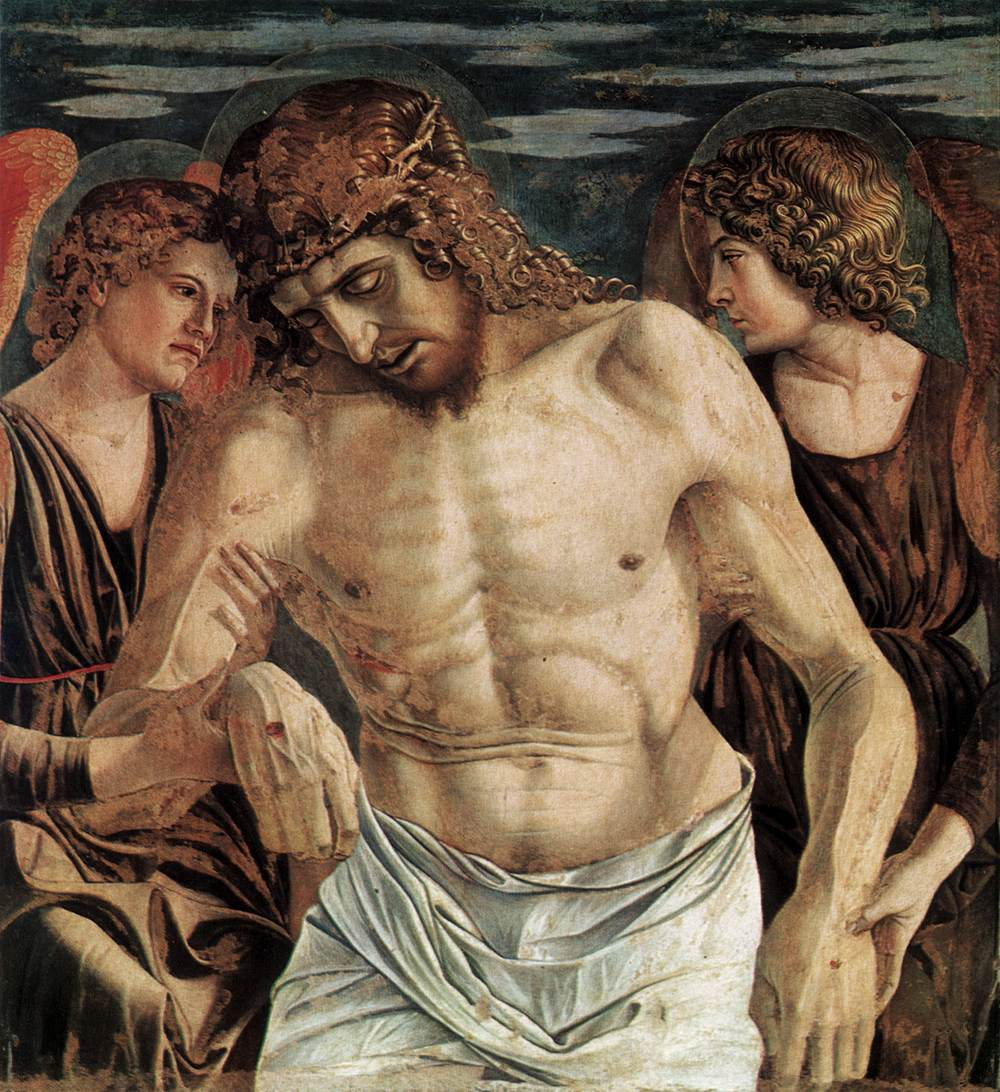
Giovanni Bellini, Cristo Passo (dal Polittico di San Vincenzo Ferrer), 1464-1468, tempera su tavola, 72x67 cm, Venezia, Basilica dei Santi Giovanni e Paolo
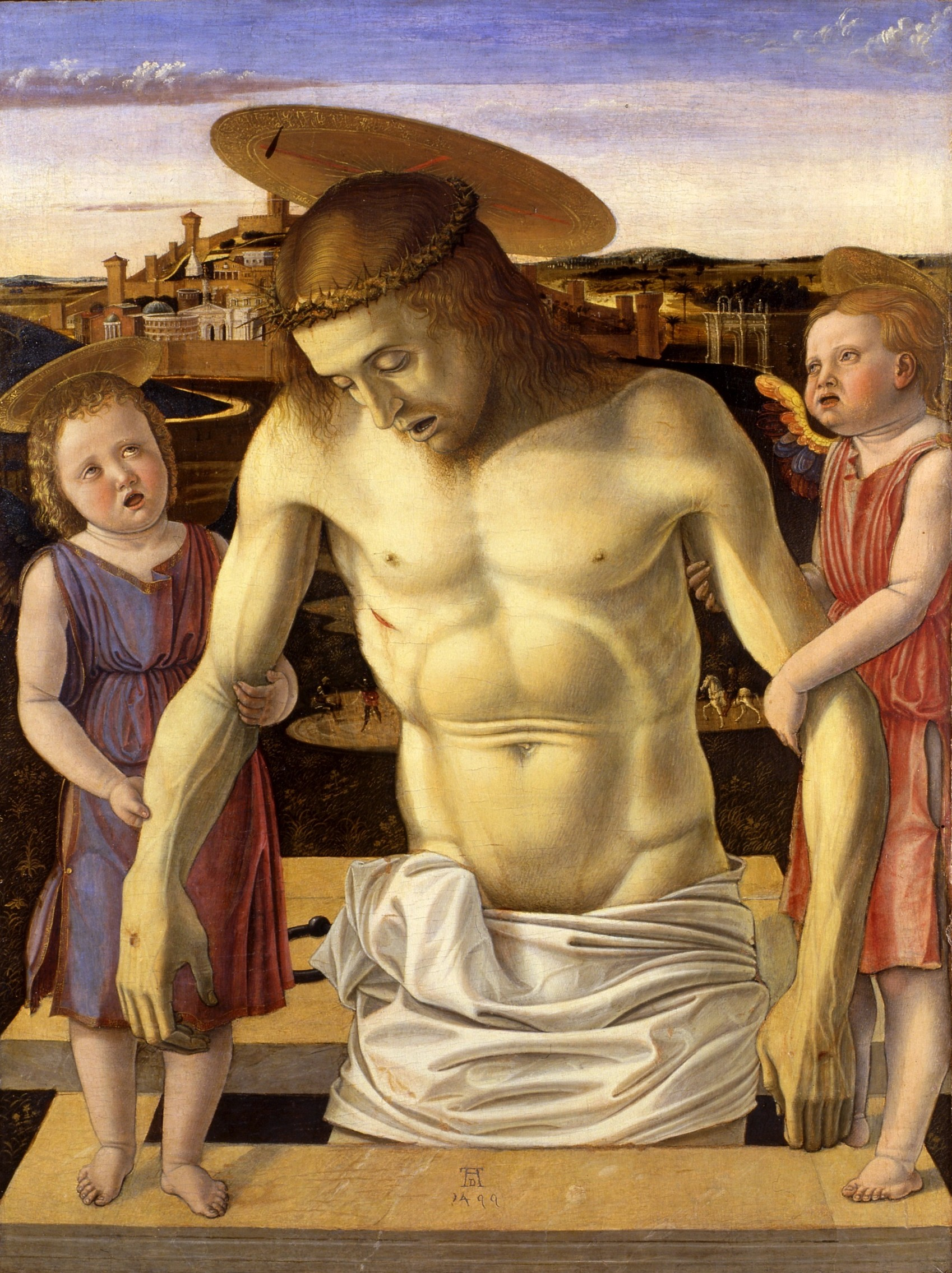
Giovanni Bellini, Cristo morto sorretto da due angeli, 1460 circa, tempera su tavola, 74x50 cm, Venezia, Museo Correr
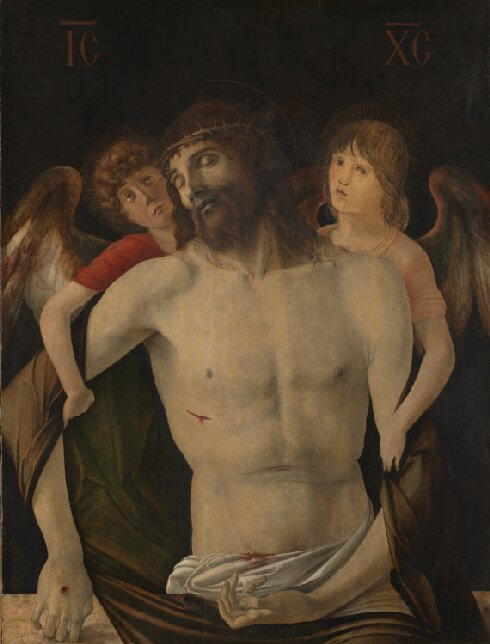
Giovanni Bellini, Cristo sorretto da due angeli, 1470-1475, olio su tavola, 95 × 71.7 cm, Londra, National Gallery
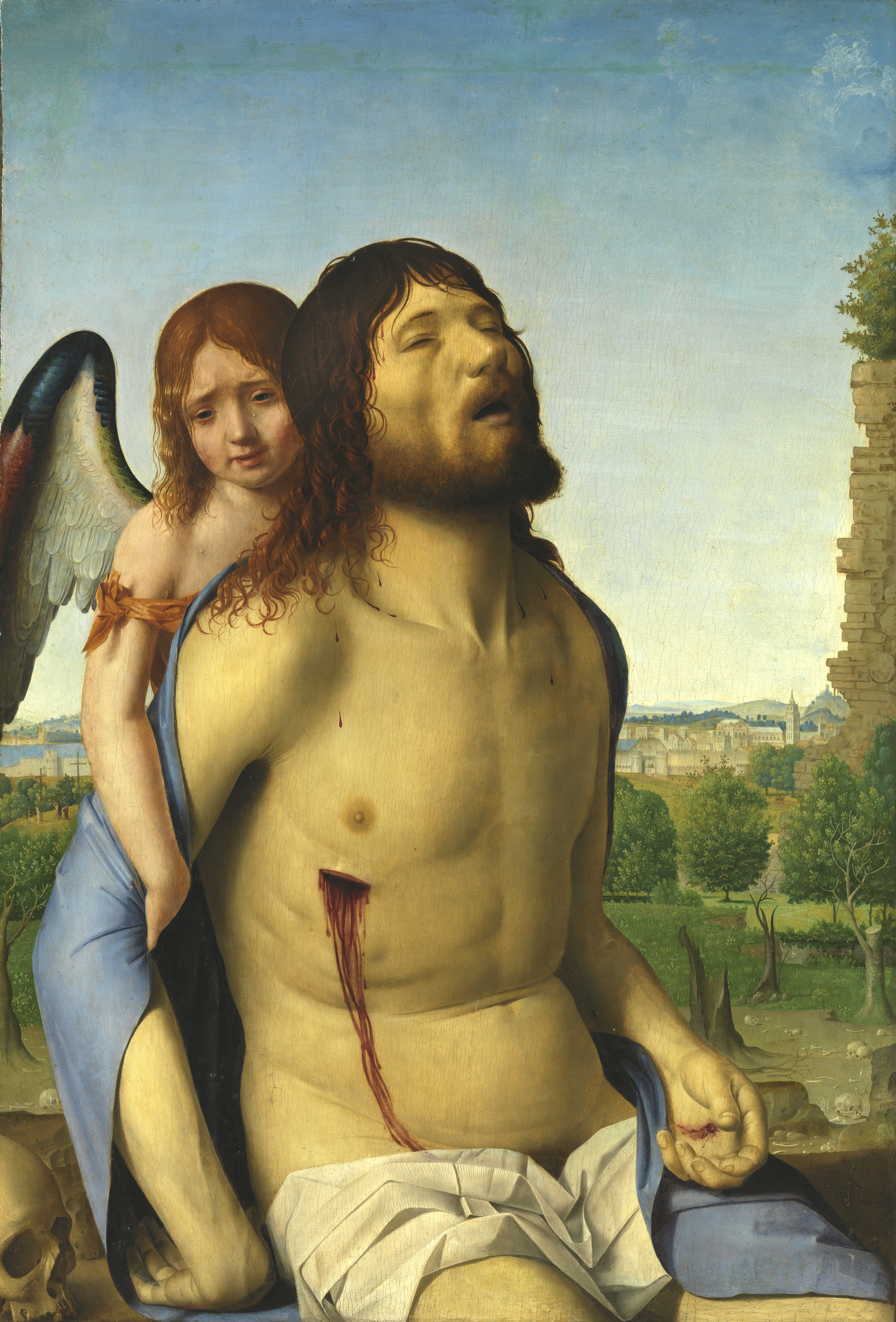
Antonello da Messina, Cristo in pietà e un angelo, 1475-1476, tecnica mista su tavola, 74x51 cm, Madrid, Prado